# 道德領導
道德領導為具備高尚的道德、修養及魅力，引領組織成員，以促使組織成員成為追隨者，透過領導者倫理行為的實踐喚起被領導者之正義感、品行操守，以及責任感，以激勵其工作，達成組織的目的。